# William Grove
 (octobre 2011).
Si vous disposez d'ouvrages ou d'articles de référence ou si vous connaissez des sites web de qualité traitant du thème abordé ici, merci de compléter l'article en donnant les références utiles à sa vérifiabilité et en les liant à la section « Notes et références ».
Pour les articles homonymes, voir Grove.
Sir William Robert Grove (né le 11 juillet 1811 à Swansea au Pays de Galles – décédé le 1er août 1896 à Londres) est un avocat britannique. Également chimiste amateur, il invente une des premières piles électrique à deux liquides, ancêtres des piles modernes. Il découvre en 1839 la pile à combustible, en s'appuyant notamment sur les travaux de son ami Christian Friedrich Schoenbein, avec qui il correspond depuis leur rencontre lors d'un meeting à Birmingham.

## Travaux
- The correlation of physical forces, 1846
- On the heating effects of electricity and magnetism, 1852
- The correlation and conservation of forces, 1865

Articles in Popular Science Monthly
- "Antagonism", in Popular Science Monthly Volume 33, September 1888

Traductions en français
- Corrélation des forces physiques, par W. R. Grove, ouvrage traduit en français par M. l'abbé Moigno sur la 3e édition anglaise, avec des notes par M. Seguin aîné – 1856